# Xanthias lamarckii
Xanthias lamarckii är en kräftdjursart som först beskrevs av H. Milne Edwards 1834.  Xanthias lamarckii ingår i släktet Xanthias och familjen Xanthidae. Inga underarter finns listade i Catalogue of Life.